# Les vacances finissent demain
Pour plus de détails, voir Fiche technique et Distribution.
Les vacances finissent demain est un film français réalisé en 1950 par Yvan Noé, sorti en 1953.

## Fiche technique
- Titre : Les Vacances finissent demain
- Réalisation : Yvan Noé
- Scénario et dialogues : Yvan Noé, d'après sa pièce En marge des tombes
- Photographie : Fred Langenfeld
- Son : Norbert Gernolle
- Montage : Georges Arnstam
- Musique : Wal Berg
- Photographe de plateau : Léo Mirkine
- Production : Yvan Noé
- Société de production : Paris-Nice Productions - Coopam Production
- Format : Noir et blanc - Son mono
- Pays d'origine :  France
- Durée : 97 minutes
- Date de sortie : 
  - France - 17 juillet 1953
- Affiche : Georges Kerfyser (France)

## Distribution
- Suzy Carrier : Denise
- Michel Barbey : Gino Ferrari
- Pierrette Caillol : Clémence
- Claire Maurier : Anne-Marie
- Félix Clément : Henri
- Manuel Gary
- Anne Favard : Mimi
- Pierre Franel : Pierrot
- Corinne Jean-Jacques
- Paulette Laurent : Gégé
- Louis Lions : Le speaker
- Richard Raymond : Jules
- Michel Revel : Guy
- Dominique Rémy : Jacques